# Derin Seale
Derin Seale (* vor 1996) ist ein australischer Filmregisseur, Filmproduzent und Drehbuchautor.

## Karriere
Derin Seale begann 1996 beim Filmstab zu arbeiten, in dem er bei dem Liebesdrama Der englische Patient von Anthony Minghella mitwirkte. 1998 verfasste er das Drehbuch zu dem Kurzfilm Static, wobei er sein Regiedebüt gab, als Editor war er im Jahr 2000 für den Kurzfilm Tulip verantwortlich und als zweiter Regieassistent arbeitete er bei dem vom ebenfalls Minghella verwirklichten Projekt Unterwegs nach Cold Mountain mit. Im Jahr 2016 wurde sein Kurzfilm The Eleven O’Clock veröffentlicht, wofür er bei der Oscarverleihung 2018 eine Nominierung in der Kategorie „Bester Kurzfilm“ erhielt. Des Weiteren gewann er 2017 einen AACTA Award in derselben Kategorie.

## Filmografie (Auswahl)
- 1996: Der englische Patient (The English Patient)
- 1998: Static (Kurzfilm)
- 2000: Tulip (Kurzfilm)
- 2003: Unterwegs nach Cold Mountain (Cold Mountain)
- 2016: The Eleven O’Clock (Kurzfilm)